# 山鳥坂ダム
山鳥坂ダム（やまとさかダム）は、国土交通省の四国地方整備局が愛媛県大洲市肱川支流の河辺川に建設を計画しているダムである。

## 沿革
1986年に着手されたが地元住民等の反発から工事の着工が長引き建設が長期化している。当初は、治水や水不足が深刻な中予地方への分水を兼ね備えた多目的ダムだった。2000年に自由民主党･公明党･保守党の与党が山鳥坂ダムの中止を勧告したが、ダム建設を推進する加戸守行愛媛県知事らの働きでダムの見直しを進めて継続することが決まった。
しかし、国土交通省のダム事業の見直し案に中予地方の自治体が反発し2001年に分水は中止となり、多目的ダムから治水ダムに計画が変更された。2004年には治水と河川の環境改善を盛り込んだ河川整備計画が策定され、2008年には道路の付け替え等の工事が始まっている。

## 賛否
水没予定地の住民が建設を容認する一方で下流の市民団体などからは反発の声が上がっている。肱川では台風や大雨で何度も水害が発生しており、治水対策が不可欠となっており賛成派からは水位の低下が期待できるダム建設が必要と主張している。一方、反対側からは治水効果への疑問やダムでなく堤防の建設を望む声が上がっている。

### 治水
肱川での水害防止のためダム建設が必要だと賛成派は訴えている。一方、反対派の森絵利佳は、山鳥坂ダムが河川流域全体に占める割合が低いことから治水効果が低いと主張しており堤防の建設を進めるべきだと主張している。

### 環境
肱川では他のダムの建設が進むにつれ水質が悪化しており、反対派は山鳥坂ダムの建設によってさらなる水質悪化が進み漁業などに影響が出ると主張している。

## 現状

### 賛否
2009年に行われた大洲市長選挙では反対派と賛成派の候補が立候補し、賛成派の清水裕が当選を果たした。一方、松山大学が大洲市民にアンケートを実施したところ反対が賛成派を上回っている。

### 中予分水
中予地方では山鳥坂ダムからの分水が中止になったが渇水は依然深刻な問題となっている。そのため、県や松山市では西条市の黒瀬ダムからの分水が検討されている。